# Lorlanges

Lorlanges este o comună în departamentul Haute-Loire, Franța. În 2009 avea o populație de 307 de locuitori.